# Ivankovac
Ivankovac (en serbe cyrillique : Иванковац) est un village de Serbie situé dans la municipalité de Ćuprija, district de Pomoravlje. Au recensement de 2011, il comptait 218 habitants.

## La bataille d'Ivankovac
Le 18 août 1805, au cours du premier soulèvement serbe contre les Turcs, Ivankovac fut le théâtre d'une bataille entre les armées serbes et turques. Karageorges victorieux força les Ottomans à se replier sur Niš. Ce fut la première véritable victoire des insurgés serbes contre les Ottomans. Le parc mémorial de la Bataille d'Ivankovac (Spomen park Boj na Ivankovcu) célèbre le souvenir de cette bataille.

## Démographie

### Évolution historique de la population
| 1948 | 1953 | 1961 | 1971 | 1981 | 1991 | 2002 | 2011 |
| ---- | ---- | ---- | ---- | ---- | ---- | ---- | ---- |
| 271  | 382  | 362  | 328  | 315  | 307  | 267  | 218  |

|  |